# Ernst Georg Baars
Ernst Georg Baars (* 26. November 1864 in Bremerhaven; † 25. September 1949 in Bremen) war ein deutscher evangelischer Theologe.

## Biografie
Baars war der Sohn eines Schiffbaumeisters. Er verbrachte seine Kindheit in seiner Heimatstadt. Nachdem er in Bremerhaven und Oldenburg die Schullaufbahn absolviert hatte, studierte er an den Universitäten Halle, Jena und Straßburg evangelische Theologie. Ordiniert wurde Baars am 2. Juni 1889. Als Nächstes war er als Vikar in Bruchsal, Schwetzingen und Baden-Baden tätig. Im Jahr 1893 heiratete er Maria (1865–1942), Tochter des Generalleutnants und Sprachforschers Johannes Streccius; gemeinsam bekamen sie einen Sohn und fünf Töchter. Ab dem 17. Dezember 1894 war er als Pfarrer in der Gemeinde in Weiler tätig.
Am 22. September 1895 wurde er von der Vereinigten Evangelisch-protestantischen Kirchengemeinde zu Bremen-Vegesack zum Pastor gewählt, wo er bis 1928 tätig war. Er war Mitglied im Monistenbund, dem Deutschen Protestantenverein und Beisitzer des Vorstands im Bund für Mutterschutz, Ortsgruppe Bremen. Seine vielfältigen Aktivitäten verbanden ihn mit den Frauenrechtlerinnen und Pazifistinnen Auguste Kirchhoff und Helene Stöcker sowie den Sexualreformern Magnus Hirschfeld und Iwan Bloch. Außerdem war er Mitglied der Schlaraffen-Vereinigung in Bremen und später Vegesack. Infolge eines Amtsvergehens wurde gegen ihn durch die Bremische Evangelische Kirche ein kirchliches Verfahren eingeleitet, das aufgrund eines Urteils vom 15. Februar 1928 zu seiner Amtsenthebung führte. Baars lebte daraufhin zunächst in Lesum und dann in Bremen, wo er sich in der Ortsgruppe Bremen der Deutschen Friedensgesellschaft engagierte. Bis zur Auflösung der Ortsgruppe im April 1933 war er dessen letzter Vorsitzender. Nach dem Tod seiner Ehefrau zog er 1942 zu einer Tochter nach Biedenkopf und kehrte Anfang September des Jahres 1949 zurück nach Bremen, wo er wenige Tage später verstarb. Sein Grabstein hat sich auf dem Vegesacker Friedhof an der Lindenstraße erhalten. Seine umfangreiche Sammlung an Feldpost aus dem Ersten Weltkrieg wird im Heimatmuseum Schloss Schönebeck aufbewahrt.

## Werke (Auswahl)
- Bibelkunde auf geschichtlicher Grundlage. Kurzer Leitfaden zum Gebrauche im Konfirmandenunterricht (Bremen-Vegesack 1901)
- Der Sieg des Glaubens. Ein Pfingst- oder Reformationsfestspiel (1903)
- Aus tiefstem Elend. Eine Szene aus dem Leben mit deklamatorischer Umrahmung und ebendem Bilde (Flensburg 1906)
- Mutterschutz, eine Kulturaufgabe. Vortrag im Bund für Mutterschutz in Hamburg gehalten (Hamburg 1910)